# هيرو برينكمان
هيرو برينكمان هو كاتب وكاتب العمود وسياسي هولندي، ولد في 29 ديسمبر 1964 في ألميلو في هولندا. نشط حزبياً في حزب من أجل الحرية (20 مارس 2012 – 20 مارس 2012). وقد انتخب عضو مجلس نواب هولندا ‏ (20 مارس 2012 – 20 سبتمبر 2012) وانتخب عضو مجلس نواب هولندا ‏ (30 نوفمبر 2006 – 20 مارس 2012).